# Embalse de Itoiz
El embalse de Itoiz es una obra hidráulica situada en Navarra (España) en las proximidades de la Villa de Aoiz entre los valles navarros de Arce y Lónguida; toma su nombre de uno de los pueblos que inunda. Tiene 122 m de altura sobre los cimientos y 111 m sobre el lecho del río. Su anchura de coronación es de 525 m y la superficie de embalse es de 1100 ha. Es el mayor embalse de la Comunidad Foral de Navarra.
Su construcción fue en su día motivo de polémica.

## La obra y su uso
Su construcción se completa con el "Canal de Navarra" que a su finalización sería una infraestructura de 177 kilómetros que transportaría agua a la zona centro y sur de la Comunidad Foral.
La administración hidráulica que ostenta las competencias sobre el mismo es la Confederación Hidrográfica del Ebro (CHE) legalmente calificada como entidad de derecho público con personalidad jurídica propia y distinta de la del Estado, adscrita a efectos administrativos al Ministerio de Obras Públicas y Urbanismo del Gobierno central con independencia funcional.
Los usos del embalse y del canal propuestos fueron
- Regular el cauce del río Irati, afluente indirecto del río Ebro (2,3 m³/s).[2][3]

- Abastecer de agua zonas industriales (650 hectáreas a 10 hm³/año).[2][3]

- Abastecer de agua zonas urbanas (50 Hm3/año para el 70% de la población en 220 núcleos de población, incluida el Área metropolitana de Pamplona).[2][3]

- Abastecer de agua zonas agrarias y su transformación en cultivos de regadío (340 hm³/año en 57 713 hectáreas).[2][3]

## La polémica
Se origina desde el inicio de su construcción al afectar a tres enclaves calificados como reservas naturales con sus respectivas bandas de protección (Poche de Chinchurrenea, Foz de Gaztelu y Foz de Iñarbe) y a dos ZEPAs o zonas de especial protección de aves reconocidas por la Unión Europea. Además, se cuestionan como incorrectos o inapropiados los usos antes citados. 
En relación con el impacto ambiental, hay que hacer notar que el Parlamento de Navarra aprobó inicialmente una ley para proteger esos espacios naturales y que, posteriormente, aprobó la Ley Foral 6/1987, por la que creó bandas de protección alrededor de dichas reservas. Mientras tanto, se estaba proyectando el embalse que iba a atravesar dichas zonas justo por su mitad.

## Proceso judicial
El contencioso promovido por los opositores –cuya coordinadora anti-embalse, "Coordinadora de Itoiz", fue creada en 10 mayo de 1985 y contó con el apoyo de Greenpeace, y Solidari@s con Itoiz que realizó actos contra la decisión del Gobierno de Navarra– llegó a la Audiencia Nacional que dictó Sentencia de 29 de septiembre de 1995, por la que se anuló la Resolución del Ministerio de Obras Públicas y Urbanismo, de 2 de noviembre de 1990, que había aprobado el expediente de información pública y técnica del embalse de Itoiz.
El día 6 de abril de 1996, un grupo de solidarios efectuó un fuerte sabotaje  a las obras de construcción de la presa cortando los cables principales de esta. La acción supuso la ralentización de ocho meses de las obras y una fuerte campaña reivindicativa de la lucha. Los activistas que realizaron esta acción fueron juzgados siendo dos de ellos encarcelados, lo que supuso la creación de un grupo de apoyo popular para su liberación, produciéndose la liberación del último preso en diciembre de 2007 .
Interpuesto Recurso de Casación contra dicha Sentencia de la A.N., la Sección Tercera de la Sala de lo Contencioso-Administrativo del Tribunal Supremo dictó Sentencia con fecha de 14 de julio de 1997 , parcialmente estimatoria, casando la Sentencia recurrida y limitando la nulidad del Proyecto a "la parte en que afecta a los 500 metros de la zona de protección de las Reservas Naturales RN 9, 10 y 11, por lo que el TS avalaba nuevamente las tesis de los opositores, permitiendo el llenado del embalse solo hasta la cota que respetara la ampliación de esos 500 metros de sobreprotección, lo que en la práctica obligaba a reducir su altura a 25 m de los 125 m proyectados y su capacidad disminuía a unos 9,5 hectómetros cúbicos de agua, cuando inicialmente estaba proyectado para 418 hectómetros cúbicos, haciendo inservible la construcción del "Canal de Navarra" que se abastecía por encima de esa cota, por lo que casi habría que demoler la presa por inútil. 
Solicitada la ejecución de la sentencia se acordó, por auto de 6 de marzo de 1996, la prohibición de llenado del embalse y la suspensión de las obras.
Al haberse dictado durante este proceso una nueva Ley Foral (L.F. 9/1996, de 17 de junio) por el Gobierno de Navarra que hacía disminuir o desaparecer las bandas de protección (Z.E.P.A.s) para dichas reservas naturales, se hacía imposible la ejecución de la sentencia del TS de 1997, por lo que la Audiencia Nacional planteó la inconstitucionalidad de dicha Ley ante el Tribunal Constitucional.
El Tribunal Constitucional en su Sentencia de 14 de marzo de 2000 , declaró ajustada a Derecho la Ley Foral de 1996,   porque, desestimando de que se tratara de una Ley realizada para incumplir una sentencia judicial, declara que: "se desprende con claridad, como antes se ha dicho, que nos encontramos ante una regulación que es no sólo "formalmente" sino intrínsecamente general y no ante una regulación ad casum del legislador de la Comunidad Foral de Navarra", por lo que, en definitiva, no hay quebranto constitucional por parte de dicha ley de 1996, no se puede ejecutar la Sentencia del Supremo y el embalse es legal conforme a la citada Ley de 1996.
El recurso interpuesto frente al Tribunal Europeo de Derechos Humanos de Estrasburgo fue rechazado el 27 de abril de 2004.
El hecho cierto es que, durante el trámite judicial, la construcción no fue paralizada y al tiempo de dictarse la resolución judicial se habían ejecutado obras por valor de miles de millones y se había ya empezado también la construcción de los 180 km del "Canal de Navarra" que servía de distribución del agua del embalse y que según las previsiones oficiales permitiría convertir en regadío 57.713 ha, y cuyo presupuesto de 492 millones de euros se había ya duplicado en pocos años, por lo que poco podía hacer el T.C. ante los hechos consumados que se habían producido ya y más ante la amenaza que suponía la sentencia del TS que, según se decía, hubiera paralizado otros 55 proyectos similares. 

## Su coste
El coste de la obra ascendió a 165,59 millones de euros, un 68% más de lo presupuestado (para dicho cálculo se cifra en 9 millones de euros el coste del sabotaje realizado por un grupo de opositores ("Solidari@s con Itoiz" ) en el mes de abril de 1996, que además protagonizaron protestas a nivel internacional), . 
Dentro del contexto de esta obra y de su "coste", una de las mayores proyectadas en Navarra, se debe tener en cuenta que el embalse fue realizado en Navarra cuando Antonio Aragón Elizalde era el Consejero de Obras Públicas del Gobierno de Navarra y presidente de la Confederación Hidrográfica del Ebro (CHE) y tras ocho años de investigaciones su juicio, no llegó a celebrarse porque la Audiencia Provincial falló que el presunto delito de cohecho ya había prescrito. Gabriel Urralburu era presidente del Gobierno de Navarra y fue condenado en 1998 a 11 años de prisión y 780 millones de pesetas de multa (600 por cohecho y 180 por fraude). (En marzo de 2001 el Tribunal Supremo rebajó la pena a 4 años de cárcel al entender que era incompatibles los delitos de cohecho y fraude fiscal). Así mismo, Javier Otano, sucesor en la presidencia de Navarra de Urralburu, fue también absuelto por prescripción del delito de cohecho por haber pasado más de cinco años desde que existieran indicios sólidos de que percibiera comisiones por valor de un millón de euros, acusación por la que dimitió de su cargo.  Y, por último, Luis Roldán, era el Delegado del Gobierno en Navarra, y fue enjuiciado y condenado a 28 años de cárcel (luego elevado a 31 años) por los delitos de malversación de fondos públicos, cohecho, estafa y fraude fiscal. La sentencia consideró probado que Roldán se apropió de 400 millones de pesetas (aproximadamente 2,4 millones €) de fondos reservados y recibió 1.800 millones de pesetas en comisiones de obras del Instituto Armado. Junto a Roldán se condenó a 16 años a su testaferro, Jorge Esparza Martín, y a 4 años a su esposa Blanca Rodríguez-Porto..

## Los seísmos en la zona
Actualmente diversos grupos ecologistas y sociales continúan su oposición al embalse que ya está construido alegando básicamente que, rechazando los informes geológicos oficiales, la ladera puede sufrir un desprendimiento y son perceptibles terremotos periódicos en la zona, basando sus manifestaciones en informes técnicos que contradicen a los anteriores; niegan la necesidad de la obra para Navarra, considerando que, en su caso, existirían otras posibilidades de actuación mucho menos costosas y ecológicas, dado que, por ejemplo, en muchas partes de la zona seca de Navarra se continúa regando «por inundación» y no se utilizan técnicas como el riego «por goteo» o «por aspersión». 
Dichos informes sobre se basan en la Sismicidad inducida por el embalse de Itoiz y la Estructura geológica del embalse de Itoiz, y están firmados por Antonio Casas Sainz [27], Doctor en Ciencias Geológicas y profesor de la Universidad de Zaragoza, y Joaquín García Sansegundo, Doctor en Ciencias Geológicas de la Universidad de Oviedo. Ambos creen que, de seguir produciéndose los seísmos, «es muy probable que la presa se rompa, provocando gravísimas consecuencias en la zona».
Oficialmente, se ha reconocido un seísmo el 18/9/04 de 4,6 grados en la escala Richter (superior, según esa escala, a la explosión de una bomba atómica de baja potencia) coincidiendo con el llenado del embalse; el Instituto Jaume Almera contabilizó hasta 365 movimientos sísmicos en la zona entre septiembre y diciembre de 2004, mientras que el Instituto Geográfico Nacional registró hasta 240 terremotos en la zona entre marzo de 2004 y abril de 2005.
Por su parte el presidente de la Confederación Hidrográfica del Ebro manifestó que los estudios sobre sismicidad realizados por el Instituto Geográfico Nacional, el Instituto Geológico y Minero de España y por el profesor Ángel Yagüe, confirman la seguridad del embalse.
Los terremotos que pudieran producirse en el entorno del embalse de Itoiz, «serán de baja intensidad y, por supuesto no causarán ningún daño en la presa ni en las poblaciones cercanas», según las conclusiones provisionales a las que han llegado los colegios oficiales de Geólogos  y de Ingenieros de Caminos, Canales y Puertos de Madrid, a los que el Ministerio de Medio Ambiente encargó un estudio de seguimiento de los trabajos realizados hasta la fecha sobre la presa de Itoiz. Sobre la sismicidad registrada desde septiembre de 2004 en el entorno de Itoiz, dicho equipo la califica como «sismicidad anticipada por el llenado del embalse» y respecto a los movimientos de la ladera izquierda no descartan «movimientos de carácter puntual» pero los consideran sin trascendencia y refieren que:
«El Estudio de riesgo sísmico de la Presa de Itoiz es mejorable respecto a las metodologías actuales de análisis de la peligrosidad sísmica en emplazamientos de infraestructuras relevantes. A este respecto se proponen las siguientes recomendaciones dirigidas a incrementar y mejorar los datos disponibles y emplear técnicas de análisis conformes con el conocimiento científico-técnico actual:
Sobre la sismicidad:
- Se recomienda la instalación de al menos tres nuevos acelerómetros en el entorno de la Presa de Itoiz.
- Se recomienda la realización de un estudio de peligrosidad sísmica.

Sobre las condiciones de estabilidad de la ladera izquierda se recomienda que los contenidos de los estudios geológicos y geotécnicos e hidrogeológicos realizados para el proyecto y construcción de la presa sean complementados con los siguientes trabajos: 
- Instalación de una red inclinométrica complementaria a la actual.
- Instalación de piezómetros adicionales.
- Instalación de sistemas sónicos para detección de ruidos.
- Coordinación de los distintos sistemas de auscultación de forma que se puedan establecer relaciones temporales entre los registros.
- Caracterización geomecánica de los materiales de la ladera izquierda (megacapa rocosa) y de las superficies de contacto megacapa rocosa y sustrato.
- Caracterización hidrogeológica de la megacapa rocosa.
- Estudio hidrogeológico de la ladera izquierda según se especifica en el apartado III.7.
- Análisis de estabilidad de la ladera a partir de la información complementaria citada para condiciones estáticas y dinámicas.

## Canal de Navarra
El llamado Canal de Navarra,  que es la obra hidráulica de 177 km encargada de transportar el agua del embalse de Itoiz y tampoco está exento de controversia ya que además de ciertas críticas   (enlace roto disponible en Internet Archive; véase el historial, la primera versión y la última). y denuncias por afectar al medio ambiente  (enlace roto disponible en Internet Archive; véase el historial, la primera versión y la última).  (enlace roto disponible en Internet Archive; véase el historial, la primera versión y la última)., añade además acusaciones de corrupción política.
Tras las denuncias presentadas en febrero de 2006, el Tribunal Supremo decidió el 19 de diciembre de ese año sobre el conflicto de competencia jurisdiccional planteado que, pese a que la obra se encuentra íntegramente en Navarra y presuntamente se denuncian irregularidades de políticos navarros, el Juzgado competente no es el de Aoiz (Navarra), sino el de Zaragoza, por ser éste el domicilio social de la empresa que gestiona la obra.
En febrero de 2007, el Juzgado de Instrucción nº 5 de la capital aragonesa, por providencia dictada en fecha 24 de enero, recogió las peticiones realizadas por Aralar (partido político en aquel entonces de la coalición Nafarroa Bai) y ordenó iniciar la investigación de su Tramo III.
Ese tramo, adjudicado en 2001 a una unión temporal de empresas (UTE) participada en un 72% por A.C.S., tiene unos 10 kilómetros de longitud, y fue presupuestado en 46,39 millones de euros, ampliándose en 2003 en 0,87 millones de euros. (enlace roto disponible en Internet Archive; véase el historial, la primera versión y la última).  Archivado el 8 de octubre de 2007 en Wayback Machine.
La investigación se inicia ya que, según algunos informes, pese a haber disminuido la obra proyectada en un 35%, en este sector los gastos no solo no disminuyeron proporcionalmente si no que aumentaron oficialmente un 8,75% (4,5 millones de euros) y, según Aralar, en 12 millones de euros..
Aralar denunció también un supuesto "trato de favor" a la empresa adjudicataria pues señala que existían hasta cuatro ofertas que mejoraban en precio y plazo de ejecución la presentada por la empresa finalmente adjudicataria.
Por parte del Gobierno de Navarra se ha defendido en todo momento la gestión realizada.

## Actualidad
- Los agricultores que reciban el agua del Canal de Navarra deberán pagar 3.600 euros por hectárea, lo que se conoce como peaje en la sombra. En caso de no abonar estas cantidades se les concederán tierras de secano en concentración. Algunos agricultores manifestaron que les parecía contradictorio hacer una obra de tal magnitud si luego conllevaba la desaparición de muchos agricultores de la zona, señalándose que esta medida afectaría gravemente, por ejemplo, a los viñedos de la Ribera de Navarra, beneficiándose sólo las grandes plantaciones.

- El cercano embalse de Yesa, que se encuentra en obras de recrecimiento, sufrió en el verano de 2006 un desprendimiento de su ladera izquierda de 3.500 toneladas. Tras las denuncias realizadas, la CHE lo comunicó a la opinión pública en febrero de 2007. Este hecho motivó protestas entre los opositores al embalse de Itoiz que denuncian el riesgo que existe en el de Itoiz de que se produzcan sucesos similares al de Yesa como así se hacia constar en sus informes y como en su día se hizo constar en los informes sobre Yesa del año 1983.

Por su parte, la CHE quitó importancia al asunto, considerándolo un hecho normal causado por las obras de recrecimiento y afirma que «realiza un seguimiento exhaustivo de las laderas del embalse de Yesa desde que comenzaron las obras de recrecimiento».
- El 28 de marzo de 2008, a las 10:45, el embalse de Itoiz alcanzó la cota de 586 metros, su cota máxima y que supone el 95% de su capacidad y 397,585 hectómetros cúbicos de agua según la Confederación Hidrográfica del Ebro. El 5% restante, hasta la cota 588 se reserva como margen para posibles situaciones extraordinarias.[6]

- En abril de ese año, vecinos de pueblos aledaños a los dos embalses denunciaron la aparición de grandes grietas en los terrenos próximos a los embalses como consecuencia de la intensificación de los desprendimientos en los últimos días. Un equipo de Telecinco se desplazó hasta la zona donde grabó un reportaje en el que testimonia la situación denunciada.